# Strażnica KOP „Łowcewicze”

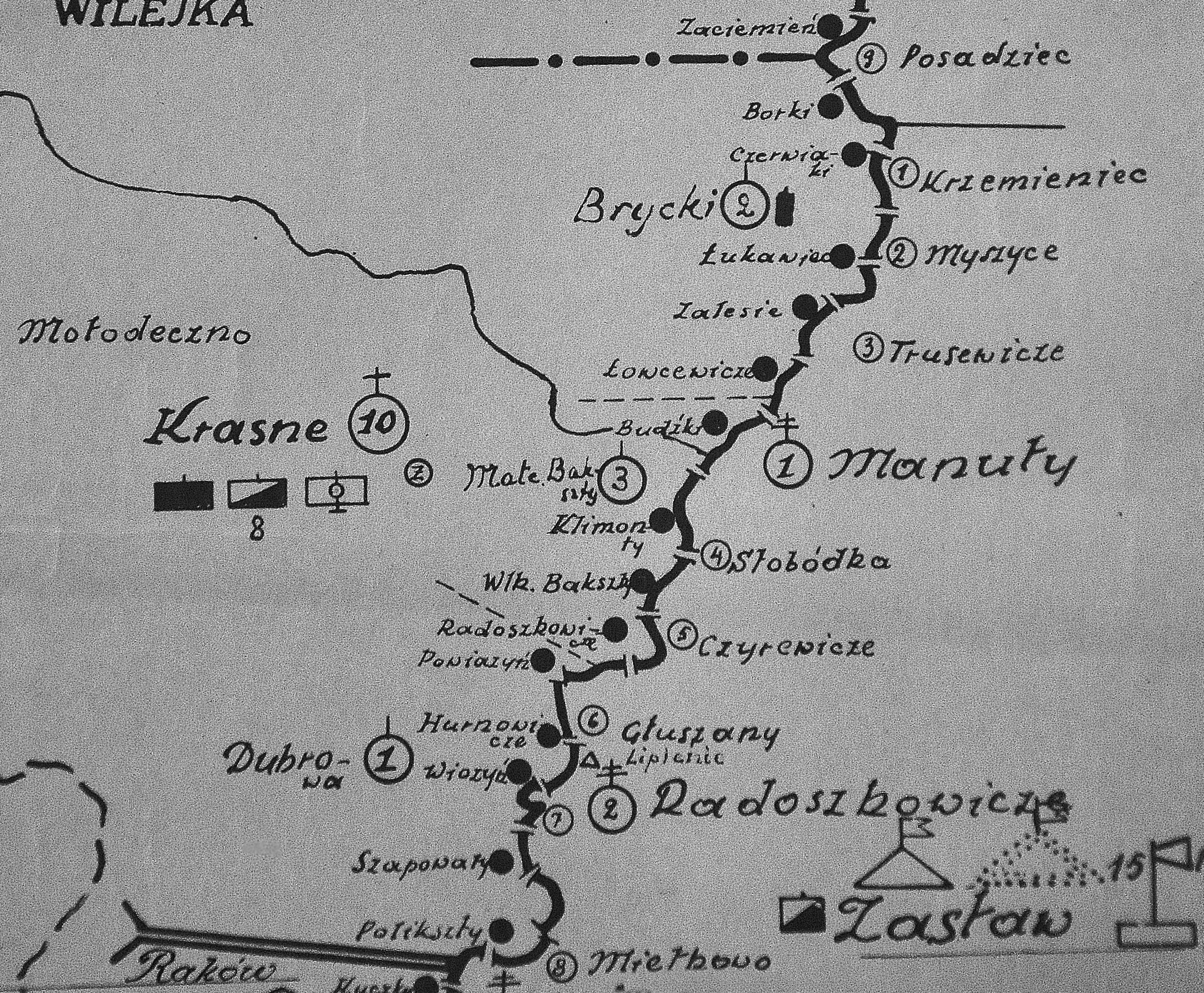
Rozmieszczenie batalionu KOP „Krasne” w 1931

Strażnica KOP „Łowcewicze” – zasadnicza jednostka organizacyjna Korpusu Ochrony Pogranicza pełniąca służbę ochronną na granicy polsko-sowieckiej.

## Formowanie i zmiany organizacyjne
W 1924, w składzie 3 Brygady Ochrony Pogranicza, został sformowany 10 batalion graniczny. W 1928 w skład batalionu wchodziło 17 strażnic. Strażnica KOP „Łowcewicze” w latach 1928 – 1939 znajdowała się w strukturze 2 kompanii KOP „Bryckie”  batalionu KOP „Krasne” z pułku KOP „Wilejka”. Strażnica liczyła około 18 żołnierzy i rozmieszczona była przy linii granicznej z zadaniem bezpośredniej ochrony granicy państwowej.
W 1932 obsada strażnicy zakwaterowana była w budynku prywatnym. Strażnicę z macierzystą kompanią łączyła droga polna długości 13 km.

## Służba graniczna
Podstawową jednostką taktyczną Korpusu Ochrony Pogranicza przeznaczoną do pełnienia służby ochronnej był batalion graniczny. Odcinek batalionu dzielił się na pododcinki kompanii, a te z kolei na pododcinki strażnic, które były „zasadniczymi jednostkami pełniącymi służbę ochronną”, w sile półplutonu. Służba ochronna pełniona była systemem zmiennym, polegającym na stałym patrolowaniu strefy nadgranicznej, wystawianiu posterunków alarmowych, obserwacyjnych i kontrolnych stałych, patrolowaniu i organizowaniu zasadzek w miejscach rozpoznanych jako niebezpieczne, kontrolowaniu dokumentów i zatrzymywaniu osób podejrzanych, a także utrzymywaniu ścisłej łączności między oddziałami i władzami administracyjnymi. Strażnice KOP stanowiły pierwszy rzut ugrupowania kordonowego Korpusu Ochrony Pogranicza.
Strażnica KOP „Łowcewicze” w 1932 ochraniała pododcinek granicy państwowej szerokości 4 kilometrów 200 metrów od słupa granicznego nr 515 do 519, a w 1938 pododcinek szerokości 5 kilometrów 994 metrów od słupa granicznego nr 513 do 519.
Sąsiednie strażnice:
- strażnica KOP „Zalesie” ⇔ strażnica KOP „Budźki” – 1928[2], 1929[3], 1931[4] , 1932[13], 1934[6], 1938[7]

## Walki o strażnicę w 1939
17 września 1939 strażnice 2 kompanii granicznej „Bryckie” zaatakowane zostały przez żołnierzy 100 Dywizji Strzeleckiej i pograniczników. Strażnicę „Łowcewicze” Sowieci opanowali o 5:05. Poległo 3 Polaków, 9 dostało się do niewoli. Zginął jeden żołnierz NKWD, kilku odniosło rany.